# Allison Williams
Allison Williams (New Canaan, Connecticut, 13 de abril de 1988) es una actriz, comediante y música estadounidense. Es conocida principalmente por protagonizar la serie de HBO Girls como Marnie Michaels y la película Megan como Gemma.

## Biografía
Allison nació en New Canaan, Connecticut, hija de Jane Gillan Stoddard, productora de televisión, y del presentador de noticias de la NBC Nightly Brian Williams. Estudió en la Universidad de Yale y se graduó en 2010 en inglés. Mientras estudiaba en Yale, Williams fue miembro del teatro cómico de improvisación Just Add Water durante cuatro años, así como de la serie web de YouTube de tres partes College Musical. Además, fue parte de la sociedad secreta St. Elmo.

## Carrera
En 2010, Allison hizo un mashup (mezcla) de dos canciones, «Nature Boy» y «A Beautiful Mine», del músico RJD2, el cual es el tema principal de la serie Mad Men. El vídeo de YouTube de esta actuación ha recibido grandes elogios en internet, y convenció a Judd Apatow de que Williams merece un papel en la serie de Girls. Poco después, fue contratada y se acredita su experiencia en Just Add Water como pruebas fundamentales para ser aprobado para la serie. Girls se estrenó el 15 de abril de 2012.
Williams escribió una serie de obras de teatro para Funny or Die en la que interpretó a la recién casada Kate Middleton con un modelo y actor británico Oliver Jackson-Cohen interpretando al príncipe Guillermo, duque de Cambridge. Williams apareció en la tercera temporada de The League en el episodio «The Guest Bong».
Williams participó en un papel recurrente, Cheryl, en la serie Jake y Amir.
En 2017 participó en la película de terror y suspenso Get Out, en el papel protagónico de Rose.

## Vida personal
Williams empezó a salir con Ricky Van Veen, cofundador de CollegeHumor, en 2011. Se comprometieron en 2014, y se casaron el 19 de septiembre de 2015 en una ceremonia privada en Saratoga, Wyoming. Tom Hanks ofició la ceremonia. El 27 de junio de 2019, presentaron los documentos de divorcio.
A finales de 2019, Williams comenzó a salir con Alexander Dreymon. Se conocieron mientras grababan Horizon Line. A finales de 2021, le dieron la bienvenida a su hijo Arlo.

## Filmografía

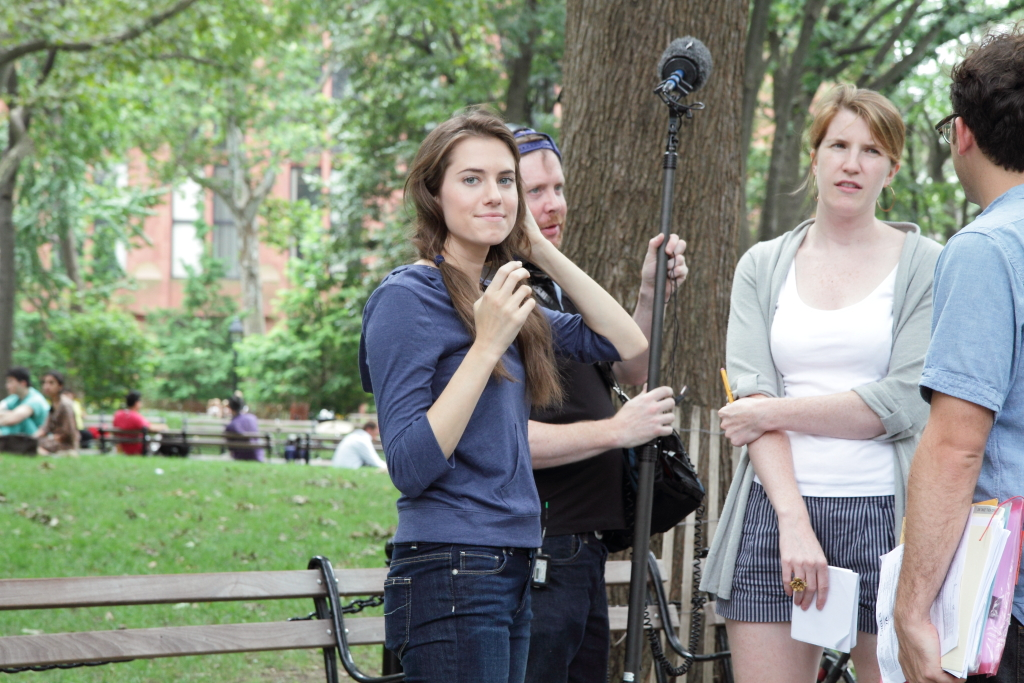
Williams durante una entrevista en el Washington Square Park de Nueva York, en julio de 2012.

### Cine
| Año  | Título         | Papel             | Notas        |
| ---- | -------------- | ----------------- | ------------ |
| 2017 | Get Out        | Rose              | Protagonista |
| 2018 | The Perfection | Charlotte Gilmore | Protagonista |
| 2020 | Horizon Line   | Sara              | Protagonista |
| 2023 | Megan          | Gemma             | Protagonista |
| 2025 | Megan 2.0      | Gemma             | Protagonista |

### Televisión
| Año       | Título                                 | Papel           | Notas        |
| --------- | -------------------------------------- | --------------- | ------------ |
| 2004      | Our Generation                         | Deborah         | 2 episodios  |
| 2011      | Will & Kate: Before Happily Ever After | Kate            | Serie web    |
| 2011      | The League                             | Danielle        | 1 episodio   |
| 2012-2017 | Girls                                  | Marnie Michaels | Protagonista |
| 2013      | The Mindy Project                      | Jillian         | 3 episodios  |
| 2018      | Una serie de eventos desafortunados    | Kit Snicket     | 7 episodios  |